# Пареклесия

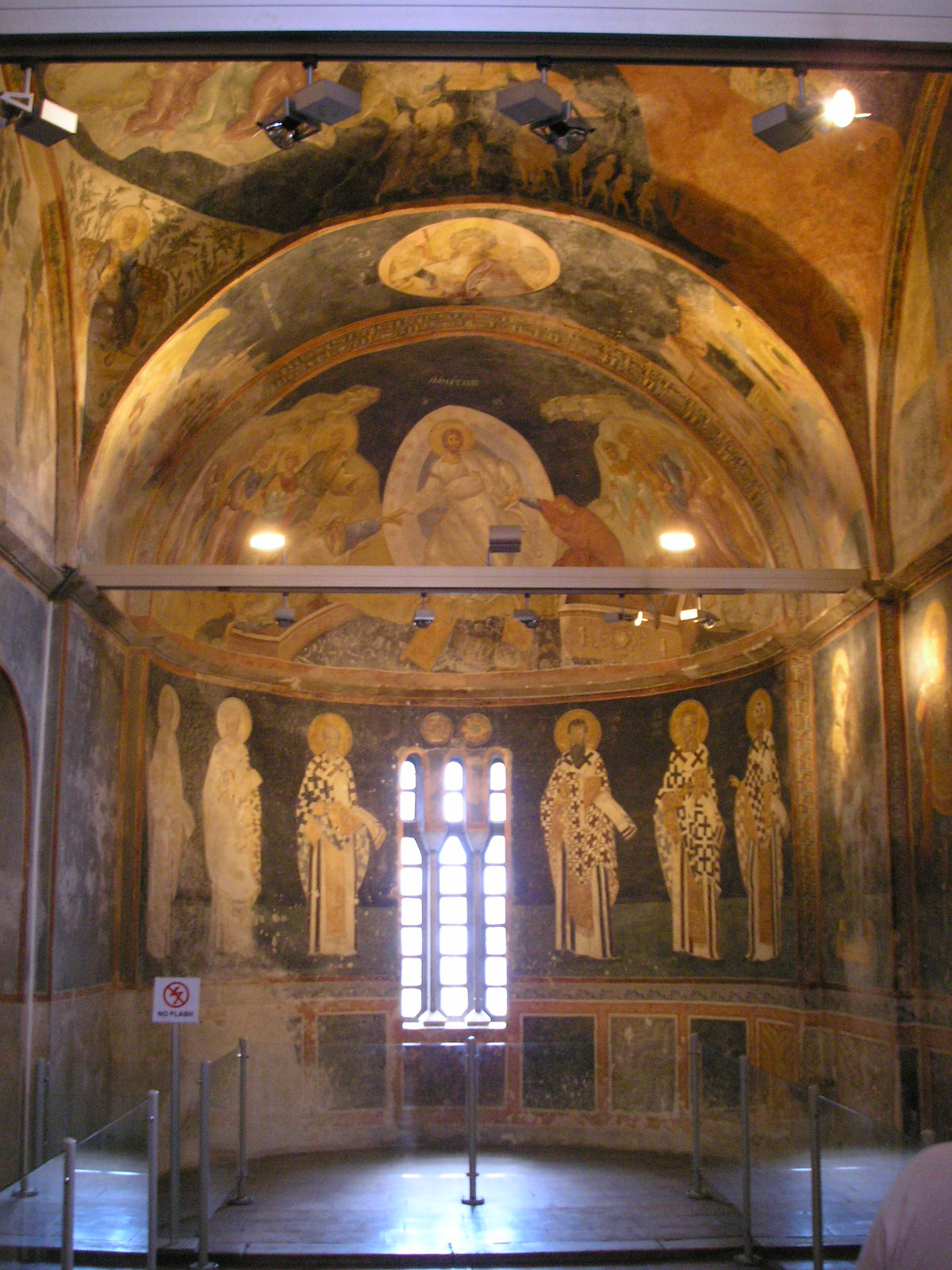
Пареклесия церкви Хора

Параеккли́сия, парекле́сия, парэккли́сий, парэклеси́я, парекле́сий (греч. παρεκκλήσιον от греч. πᾰρᾰ- — приставка со значением: «рядоположности, смежности» + греч. ἐκκλησία — «церковь») — в византийской архитектуре вспомогательная часовня, которая пристраивалась к храму. В русской традиции именуется приделом.
В настоящее время, в современной практике греческих и некоторых других православных поместных церквей часто: часовня или храм, приписанные к другой приходской церкви. В монастырях — небольшие храмы на территории монастыря, размещающиеся внутри монастырских корпусов, в отличие от соборного храма.
Появились в IV—V веках, отличались разнообразием форм, функций и мест расположения. В XIII—XV вв. — это обычно небольшая комната, пристроенная к фасаду уже существующего храма.
Примеры сохранившихся пареклесий:
- Монастырь Хора
- Церковь Богородицы Паммакаристы